# Ula malaisei
Ula (Ula) malaisei là một loài ruồi trong họ Pediciidae. Chúng phân bố ở vùng Indomalaya.